# Welvaartspartij (Ethiopië)
De Welvaartspartij (Amhaars: ብልጽግና ፓርቲ; Afaan Oromo: Paartii Badhaadhiinaa, PB; Engels: Prosperity Party) is een politieke partij in Ethiopië, opgericht op 1 december 2019 door premier Abiy Ahmed. De Welvaartspartij is de opvolger van het regerende federalistische partijenverbond, het Ethiopisch Volksrevolutionair Democratisch Front (EVDF), dat tussen 1991 en 2019 de overhand had in de Ethiopische politiek. De oprichting van één landelijke partij was onderdeel van Abiys huidige beleid om afstand te nemen van Ethiopië's historisch leidende ideologie, het etnisch federalisme. De partij zal voor de eerste keer meedoen aan verkiezingen in 2021.

## Samenstelling
De Welvaartspartij werd gevormd door de fusie van drie oudere EVDF-partijen, de Democratische Partij van Amhara, de Democratische Partij van Oromië en de Democratische Beweging van de Yedebub Hizboch. De Nationale Democratische Partij van Afar, het Democratische Eenheidsfront van Benishangul-Gumuz, de Democratische Partij van Somali, de Democratische Beweging van Gambela en de Nationale Liga van Harari gingen mee in de fusie.
Het Volksbevrijdingsfront van Tigray, de grootste partij in het voormalige EVDF, ging niet mee in de fusie en is kritisch op de nieuwe nationale koers.